# اتلنتیک بیچ (کارولینای شمالی)
اتلنتیک بیچ (به انگلیسی: Atlantic Beach) شهری در ایالت کارولینای شمالی کشور ایالات متحده آمریکا است که جمعیت آن در سرشماری سال ۲۰۱۰ میلادی، ۱٬۴۹۵ نفر بوده‌است.